# Земляничное дерево крупноплодное
Земляничное дерево крупноплодное, или Земляничное дерево обыкновенное, или Земляничник обыкновенный, или Арбутус обыкновенный (лат. Arbutus unedo) — вечнозелёные деревья, вид рода Земляничное дерево (Arbutus) семейства Вересковые (Ericaceae).

## Название
Русский термин «земляничное дерево» может относиться как к виду Arbutus unedo, так и к роду Arbutus в целом, который состоит примерно из десяти видов.
В русском языке также используются названия: ежовка, ежовка-дерево, лесное яблоко, кизильник.

## Распространение и экология
В природе ареал вида охватывает Средиземноморье и Западную Европу, включая Северо-Западную Францию и Ирландию. Благодаря его наличию на юго-западе Ирландии оно также известно под названием Ирландское земляничное дерево.
Стало одним из распространённых декоративных растений в США, в частности в Калифорнии.
Хорошо растёт также на Южном Берегу Крыма, вырастает правильной округлой или овальной формы.

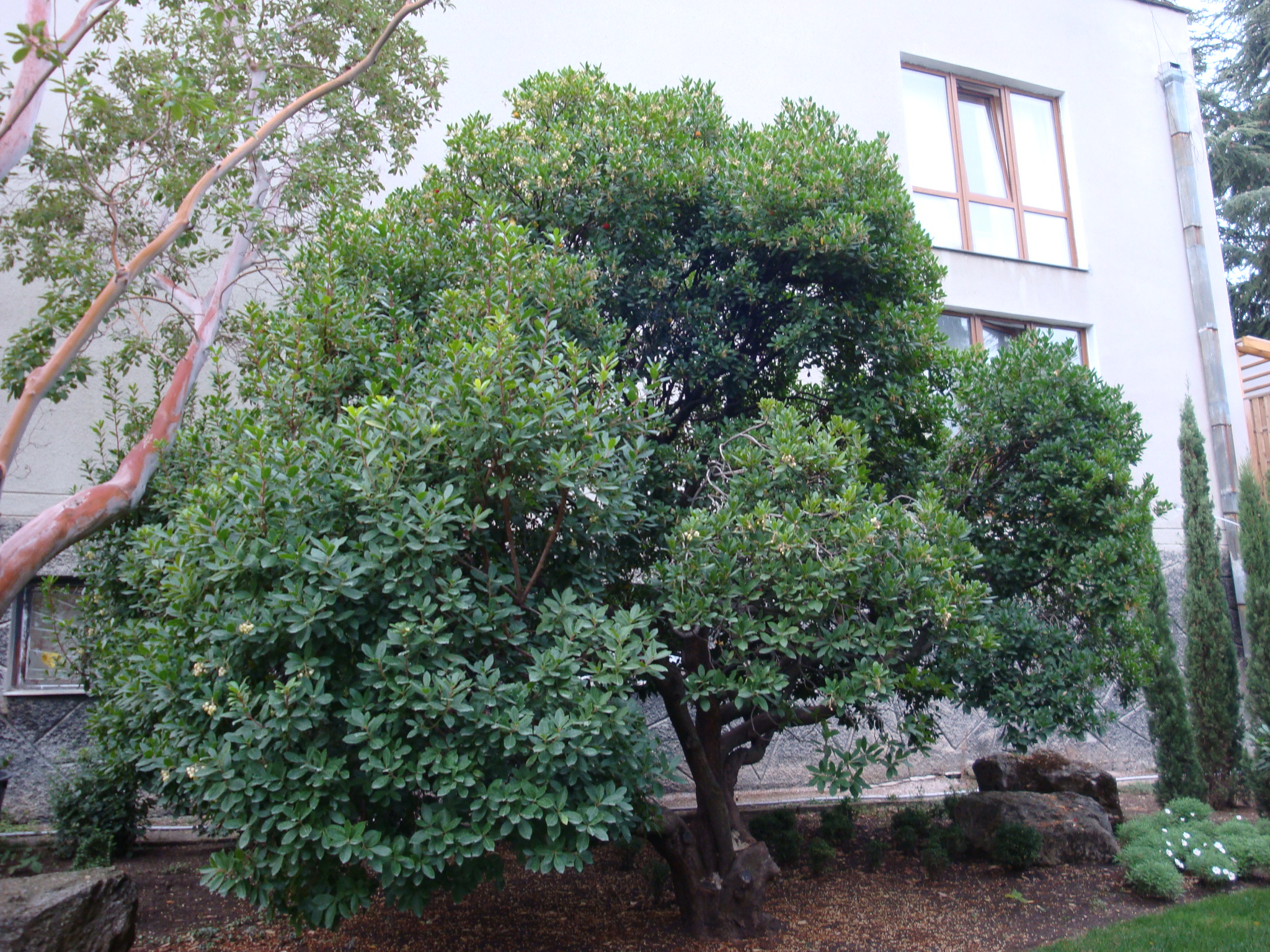
Земляничник крупноплодный в Партените, ЛОК «Айвазовское»

## Биологическое описание
Земляничное дерево — кустарник или дерево высотой 5-10 м, иногда дорастает до 15 м, и диаметром ствола до 80 см. Кора морщинистая, тёмная или бурая. Молодые побеги железисто-опушённые.
Листья продолговато-эллиптические, к вершине и к основанию заострённые, тёмно-зелёные глянцевые, длиной 4,5—10 см, шириной 1,8—3,4 см, кожистые, сверху глянцевитые, тёмно-зелёные, голые, снизу более светлые, на черешках длиной 0,4—1,5 см.
Соцветия метельчатые, поникающие, длиной около 5 см, с голыми осями. Цветки в пазухах чешуйчатых прицветников на цветоножках длиной 2—3 мм. Чашечка блюдцевидная, с 5 округлёнными, коротко реснитчатыми чашелистиками; венчик яйцевидно-кувшинчатый, длиной 0,7—1 см, под отгибом суженный, белый или розовый, восковидный, с короткими зубцами.
Плод — крупная, шаровидная, сосочковидно-бугорчатая, многосеменная костянка красного цвета, диаметром 1-2 см.
|                                                                 |  |  |  |
| Слева направо: Ствол (в нижней части). Листья. Соцветие. Плоды. |  |  |  |

## Использование
В культуре с древних времён, в России с начала XIX века.
Плод съедобен; используется для получения джемов и ликёров (например, португальского Medronho).
Плодами растения также активно питаются птицы.
Ценен для разведения на сухих склонах, особенно на кислых почвах.

## Таксономия
Вид Земляничное дерево крупноплодное входит в род Земляничное дерево (Arbutus) подсемейства Arbutoideae семейства Вересковые (Ericaceae) порядка Верескоцветные (Ericales).
|  |                                      |  |                                                             |                                                             |                      |  | ещё 25 семейств (согласно Системе APG II) | ещё 25 семейств (согласно Системе APG II)   |                                             |  |  |  | ещё 5 родов        | ещё 5 родов                          |  |  |
|  |                                      |  |                                                             |                                                             |                      |  | ещё 25 семейств (согласно Системе APG II) | ещё 25 семейств (согласно Системе APG II)   |                                             |  |  |  | ещё 5 родов        | ещё 5 родов                          |  |  |
|  |                                      |  |                                                             | порядок Верескоцветные                                      |                      |  |                                           |                                             | подсемейство Arbutoideae                    |  |  |  |                    | вид Земляничное дерево крупноплодное |  |  |
|  |                                      |  |                                                             | порядок Верескоцветные                                      |                      |  |                                           |                                             | подсемейство Arbutoideae                    |  |  |  |                    | вид Земляничное дерево крупноплодное |  |  |
|  | отдел Цветковые, или Покрытосеменные |  |                                                             |                                                             | семейство Вересковые |  |                                           |                                             | род Земляничное дерево                      |  |  |  |                    |                                      |  |  |
|  | отдел Цветковые, или Покрытосеменные |  |                                                             |                                                             |                      |  |                                           |                                             |                                             |  |  |  |                    |                                      |  |  |
|  |                                      |  | ещё 44 порядка цветковых растений (согласно Системе APG II) | ещё 44 порядка цветковых растений (согласно Системе APG II) |                      |  |                                           | ещё 7 подсемейств (согласно Системе APG II) | ещё 7 подсемейств (согласно Системе APG II) |  |  |  | ещё около 10 видов |                                      |  |  |
|  |                                      |  |                                                             | ещё 44 порядка цветковых растений (согласно Системе APG II) |                      |  |                                           |                                             | ещё 7 подсемейств (согласно Системе APG II) |  |  |  |                    |                                      |  |  |